# Dylann Roof
Dylann Storm Roof (Columbia, Dél-Karolina,  1994. április 3. –) amerikai tömeggyilkos, a fehér felsőbbrendűség nevében megölt 9 afroamerikait. 2015. június 17-én a dél-karolinai Charleston egyik metodista templomában az esti bibliaóra közben lőfegyverével tüzet nyitott a templomban levőkre.
Bírósági ügyében elutasította a jogi védelmet. 2017. január 10-én az esküdtszék halálra ítélte.

## Életrajz
Szülei Franklin Bennett Roof és Amelia Cowles.

## Fordítás
- Ez a szócikk részben vagy egészben  a   Dylann Roof című angol Wikipédia-szócikk ezen változatának fordításán alapul.  Az eredeti cikk szerkesztőit annak laptörténete sorolja fel. Ez a jelzés csupán a megfogalmazás eredetét és a szerzői jogokat jelzi, nem szolgál a cikkben szereplő információk forrásmegjelöléseként.